# Daba (köping i Kina, Guangxi)
Daba (kinesiska: 大坝, 大坝镇) är en köping i Kina. Den ligger i den autonoma regionen Guangxi, i den södra delen av landet, omkring 200 kilometer sydost om regionhuvudstaden Nanning. Antalet invånare är 21402. Befolkningen består av 10 364 kvinnor och 11 038 män. Barn under 15 år utgör 36 %, vuxna 15-64 år 54 %, och äldre över 65 år 9,0 %.
Genomsnittlig årsnederbörd är 2 313 millimeter. Den regnigaste månaden är augusti, med i genomsnitt 486 mm nederbörd, och den torraste är februari, med 22 mm nederbörd.